# フィアット・オッティモ
オッティモ（ottimo）とは、FCA（フィアット）と、広州汽車集団の合弁企業である、GAC FCAが製造、販売された5ドアハッチバックである。フィアット・ビアッジオの5ドアハッチバックモデルである。

## 概要
オッティモは、フィアット・ビアッジオから派生したミドルサイズの5ドアハッチバックであり、。ビアッジオとフロア、キャビン、機構などを共有している。搭載されるエンジンは2種類で、いずれもターボチャージャー付き16バルブガソリンエンジンの、120馬力の1.4 T-JET（1368cc、120馬力、88kW）と150馬力の1.4 T-JET（1368cc、150馬力、110kW）を搭載している。
2015年には上海モーターショーでクロスバージョンが発表されたが、市販化はされなかった。